# Blonde grondel
De blonde grondel, tweevlekgrondel of Ruthersparrs grondel (Pomatoschistus flavescens) is een straalvinnige vis uit de familie van de grondels (Gobiidae) en behoort derhalve tot de orde van baarsachtigen (Perciformes). De vis kan een lengte bereiken van 6 cm. De hoogst geregistreerde leeftijd is 2 jaar. Aanvaarde wetenschappelijke naam: Pomatoschistus flavescens (Gobiusculus flavescens is niet meer aanvaard). Engels: two-spotted goby.

## Leefomgeving
Pomatoschistus flavescens komt in zeewater en brak water voor. De vis prefereert een gematigd klimaat en leeft hoofdzakelijk in de Atlantische Oceaan. Bovendien komt Pomatoschistus flavescens voor in de Middellandse Zee. De soort leeft in ondiep water.

## Relatie tot de mens
Pomatoschistus flavescens is voor de visserij van geen belang. In de hengelsport wordt er niet op de vis gejaagd.